# Valeria Savinykh
Valeria Savinykh, née le 20 février 1991 à Sverdlovsk, est une joueuse de tennis russe professionnelle depuis 2007.

## Carrière
Évoluant principalement sur le circuit ITF, elle y a remporté 5 titres en simple et 18 en double.
En 2017, âgée de 26 ans, elle remporte son premier titre en double en catégorie WTA 125 à Limoges, associée à Maryna Zanevska.

## Palmarès

### Titre en double dames
Aucun

### Finales en double dames
| No | Date       | Nom et lieu du tournoi                  | Catégorie | Dotation  | Surface    | Vainqueures                      | Partenaire       | Score            |          |
| -- | ---------- | --------------------------------------- | --------- | --------- | ---------- | -------------------------------- | ---------------- | ---------------- | -------- |
| 1  | 25-02-2013 | WTA Brasil Tennis Cup Florianópolis     | Intern'l  | 250 000 $ | Dur (ext.) | Anabel Medina Yaroslava Shvedova | Anne Keothavong  | 6-0, 6-4         | Parcours |
| 2  | 09-09-2019 | Hana-cupid Japan Women's Open Hiroshima | Intern'l  | 226 750 $ | Dur (ext.) | Misaki Doi Nao Hibino            | Christina McHale | 3-6, 6-4, [10-4] | Parcours |

### Titre en double en WTA 125
| No | Date       | Nom et lieu du tournoi        | Catégorie | Dotation  | Surface    | Partenaire      | Finalistes                      | Score    |          |
| -- | ---------- | ----------------------------- | --------- | --------- | ---------- | --------------- | ------------------------------- | -------- | -------- |
| 1  | 06-11-2017 | Engie Open de Limoges Limoges | WTA 125   | 125 000 $ | Dur (int.) | Maryna Zanevska | Chloé Paquet Pauline Parmentier | 6-0, 6-2 | Parcours |

## Parcours en Grand Chelem

### En simple dames
| Année | Open d'Australie | Open d'Australie  | Internationaux de France | Internationaux de France | Wimbledon | Wimbledon          | US Open | US Open             |
| ----- | ---------------- | ----------------- | ------------------------ | ------------------------ | --------- | ------------------ | ------- | ------------------- |
| 2010  | —                | —                 | —                        | —                        | —         | —                  | Q2      | Olga Savchuk        |
| 2011  | —                | —                 | Q1                       | Mona Barthel             | Q2        | Mona Barthel       | Q2      | Rika Fujiwara       |
| 2012  | 1er tour (1/64)  | Sara Errani       | Q1                       | Lauren Davis             | Q3        | Vesna Dolonc       | Q3      | Elina Svitolina     |
| 2013  | 3e tour (1/16)   | Kirsten Flipkens  | Q1                       | Alla Kudryavtseva        | —         | —                  | —       | —                   |
|       |                  |                   |                          |                          |           |                    |         |                     |
| 2019  | —                | —                 | —                        | —                        | Q1        | Yanina Wickmayer   | Q2      | Richèl Hogenkamp    |
| 2020  | Q2               | Tereza Martincová | Q1                       | Tereza Martincová        | Annulé    | Annulé             | —       | —                   |
| 2021  | 1er tour (1/64)  | Alizé Cornet      | Q1                       | Carol Zhao               | Q1        | Anastasia Gasanova | Q1      | Kristýna Plíšková   |
| 2022  | —                | —                 | —                        | —                        | Q2        | Lucia Bronzetti    | Q1      | V. Grammatikopoúlou |
| 2023  | —                | —                 | —                        | —                        | —         | —                  | Q2      | Yuriko Miyazaki     |
| 2024  | Q1               | Carol Zhao        | —                        | —                        | —         | —                  | Q1      | Daria Snigur        |

N.B. : à droite du résultat se trouve le nom de l'ultime adversaire.

### En double dames
| Année | Open d'Australie | Open d'Australie | Internationaux de France | Internationaux de France | Wimbledon               | Wimbledon                 | US Open | US Open |
| ----- | ---------------- | ---------------- | ------------------------ | ------------------------ | ----------------------- | ------------------------- | ------- | ------- |
| 2012  | -                | -                | -                        | -                        | 2e tour (1/16) M. Lučić | A.-L. Grönefeld P. Martić | -       | -       |

N.B. : le nom du ou de la partenaire se trouve sous le résultat ; les noms des ultimes adversaires se trouvent à droite.

## Parcours en «Premier Mandatory» et «Premier 5»
Découlant d'une réforme du circuit WTA inaugurée en 2009, les tournois WTA « Premier Mandatory » et « Premier 5 » constituent les catégories d'épreuves les plus prestigieuses, après les quatre levées du Grand Chelem.

### En simple dames
| Année |       |              |         |        |                          |        |            |       |             |       |  |  |
| Doha  | Dubaï | Indian Wells | Miami   | Madrid | Rome                     | Canada | Cincinnati | Pékin |             | Wuhan |  |  |
| Doha  | Dubaï | Indian Wells | Miami   | Madrid | Rome                     | Canada | Cincinnati | Pékin | Guadalajara |       |  |  |
| Doha  | Dubaï | Indian Wells | Miami   | Madrid | Rome                     | Canada | Cincinnati | Pékin |             |       |  |  |
| 2012  |       |              | WTA 500 |        | 2e tour (1/32) S. Stosur |        |            |       |             |       |  |  |

Sous le résultat, l’ultime adversaire.
1. 1 2   Les tournois de Doha et Dubaï alternent le statut de tournoi WTA 1000 (ex Premier 5) entre 2009 et 2023 : les trois premières éditions ont lieu à Dubaï, les trois suivantes à Doha, puis Dubaï accueille le tournoi de cette catégorie les années impaires et Dubaï les années paires. De 2011 à 2023, la ville qui n’accueille pas de WTA 1000 organise à la place un tournoi WTA 500 (ex Premier).
2. 1 2 3 4 5 6 7   L’ordre de déroulement des tournois a évolué depuis 2009 : Rome se dispute avant Madrid et Cincinnati avant Montréal/Toronto jusqu’en 2010, tandis que Tokyo (2009-2013)-Wuhan (2014-2019, 2024-)-Guadalajara (2022-2023) ont lieu avant Pékin jusqu’en 2023.

## Classements WTA en fin de saison
| Année          | 2007 | 2008 | 2009 | 2010 | 2011 | 2012 | 2013 | 2014 | 2015 | 2016 | 2017 | 2018 | 2019 | 2020 | 2021 | 2022 | 2023 | 2024 |
| Rang en simple | 1076 | 540  | 292  | 219  | 133  | 145  | 223  | 326  | 527  | 449  | 274  | 377  | 180  | 225  | 189  | 321  | 141  | 434  |
| Rang en double | –    | 490  | 187  | 221  | 115  | 160  | 172  | 267  | 467  | 364  | 125  | 124  | 116  | 142  | 167  | 237  | 625  | 508  |

Source : (en) Classements de Valeria Savinykh sur le site officiel de la Fédération internationale de tennis